# Philip Johnson

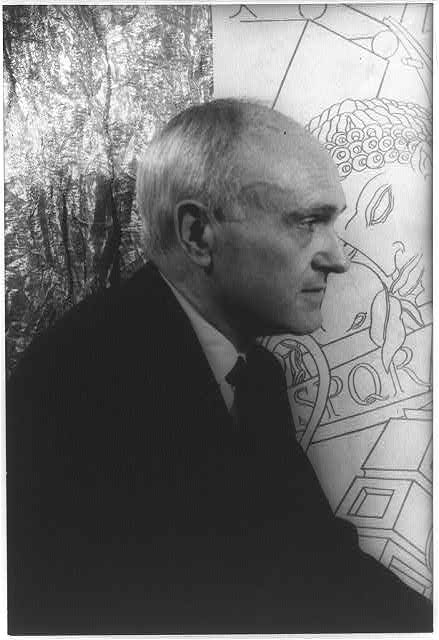
Philip Johnson 1963

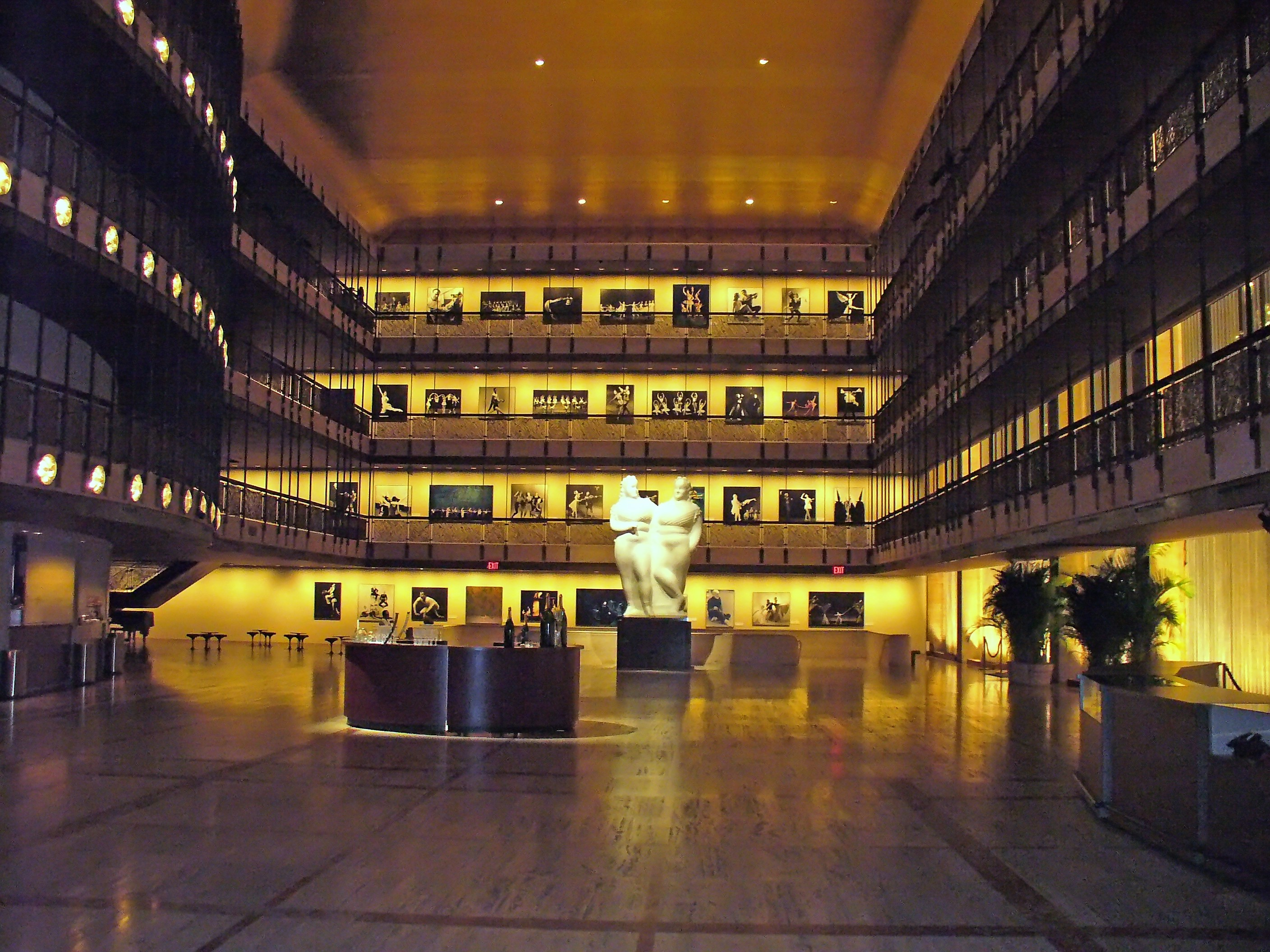
New York State Theater

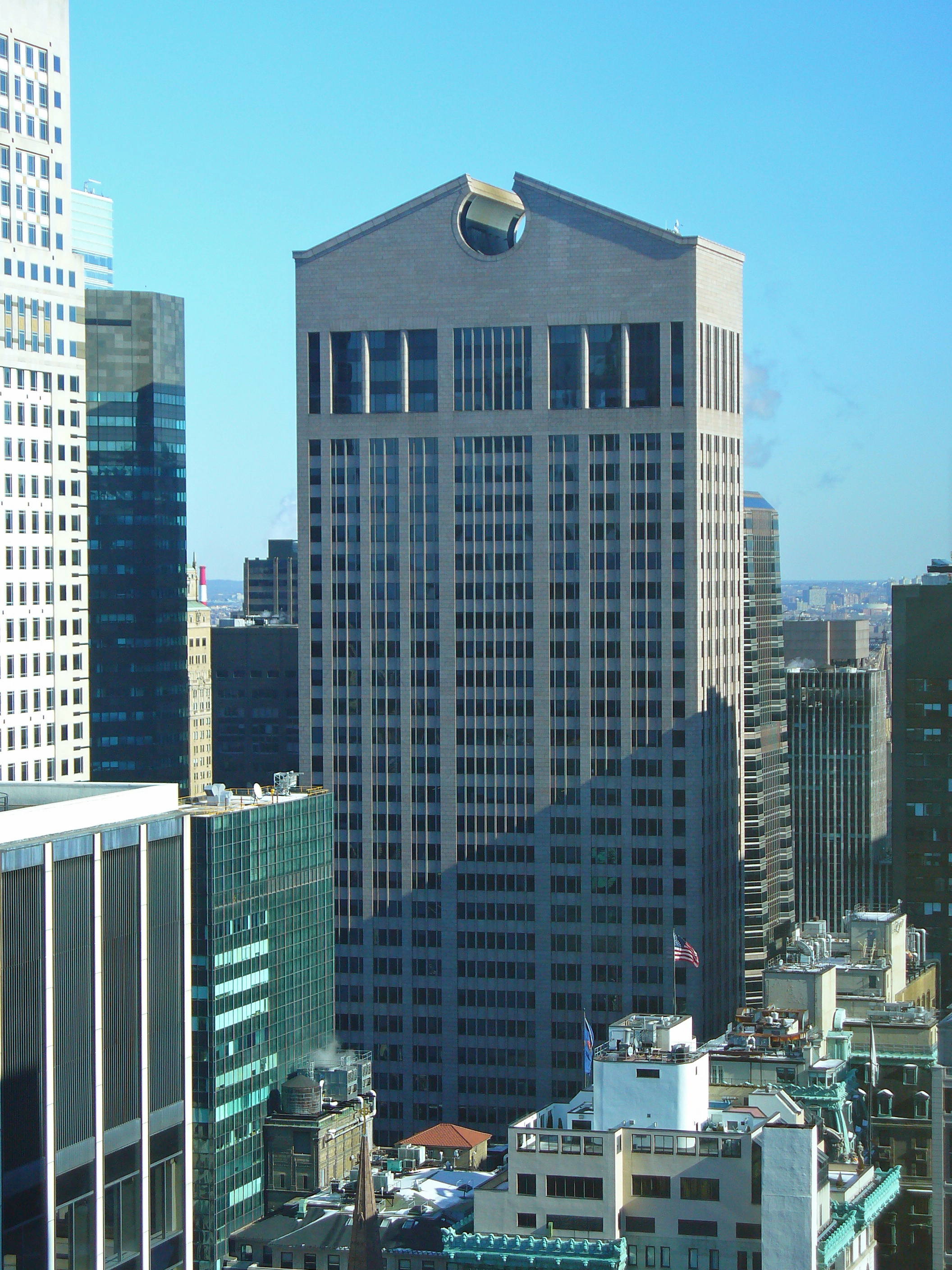
Sony Building (AT&T Building)

Philip Cortelyou Johnson (* 8. Juli 1906 in Cleveland; † 25. Januar 2005 in New Canaan, Connecticut) war ein US-amerikanischer Architekt und Architekturkritiker.
Er formte zusammen mit Henry-Russell Hitchcock in den 1930er-Jahren den Begriff Internationaler Stil für die moderne Architektur jener Zeit. Später wurde er einer der Mitbegründer der Postmoderne.

## Leben
Philip Johnson wurde als Sohn des vermögenden Anwalts Homer Hosea Johnson (1862–1960) und dessen Ehefrau Louisa Osborn Pope (1869–1957) geboren. Durch seine Mutter war er ein Cousin ersten Grades der Architektin Theodate Pope Riddle. Er hatte zwei Schwestern, Jeanette und Theodate. Als sein einprägsamstes Erlebnis schilderte er später den Besuch der Kathedrale von Chartres als Kind mit seiner Mutter. Er studierte Philologie an der Harvard University. Von 1930 bis 1936 leitete er die Architekturabteilung am Museum of Modern Art in New York City. 1932 gab er zusammen mit Henry-Russell Hitchcock die Publikation The International Style: Architecture since 1922 (deutsch: 1985) heraus, die zu der gleichnamigen Ausstellung erschien. Diese führte anhand von ausgewählten Beispielen der europäischen Architektur des vorangegangenen Jahrzehnts die moderne Architektur auf drei Grundprinzipien zurück: Architektur als Volumen, Regelmäßigkeit als ordnendes Mittel, Dekoration als nicht erlaubt. Obwohl Johnson und Hitchcock viele Aspekte der avantgardistischen Architektur jener Zeit nicht in ihre Betrachtung einbezogen hatten, wurde die neue Stilrichtung schon bald zum feststehenden Begriff in der Architekturgeschichte.
Johnson wird vorgeworfen, in den 1930er Jahren mit den Ideen des Nationalsozialismus sympathisiert und antisemitische Ideen geäußert zu haben. Bereits 1941 bezeichnete ihn William L. Shirer in seinem Buch Berlin Diary (1934–1941): The Journal of a Foreign Correspondent als Faschisten und Repräsentanten von Charles Coughlins Social Justice. In späteren Jahren distanzierte sich Johnson von dieser Haltung. In einem Fernsehinterview mit Charlie Rose vom 8. Juli 1996 darauf angesprochen, äußerte er sich mit Reue.
1940 bis 1943 absolvierte Johnson in Harvard ein Architekturstudium bei Walter Gropius und Marcel Breuer. Ab 1942 arbeitete er als freischaffender Architekt in Cambridge. 1946 wurde er wieder Direktor der Architekturabteilung am New Yorker Museum of Modern Art. 1947 organisierte er dort eine Ausstellung über Ludwig Mies van der Rohe. Mit seinem eigenen Wohnhaus, dem Glass House in New Canaan, das lediglich die Nasszelle als gemauerten Kern birgt und vier Außenwände aus Glas besitzt, propagierte er das Konzept vom Einraumhaus. Als Vorbild diente ihm das Farnsworth House von Ludwig Mies van der Rohe. Johnson baute noch weitere großzügige, lichtdurchflutete Bungalows in New Canaan, die in der Tradition des Barcelona-Pavillons von Mies van der Rohe stehen, mit offenen Grundrissen und viel Glas. 1953 gestaltete er den Skulpturenhof des Museum of Modern Art in New York. Zusammen mit Mies van der Rohe errichtete er 1954 bis 1958 in New York das Seagram Building, das als Meilenstein der modernen Architektur gilt.

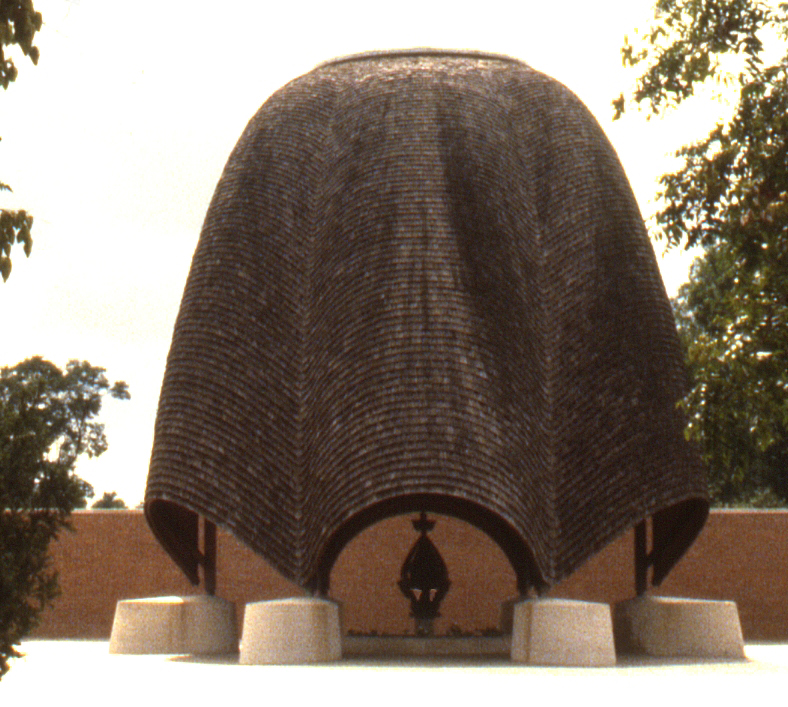
Der Baldachin in der Dachlosen Kirche in New Harmony, 1960

Zur selben Zeit wechselte Johnson in seinen Entwürfen die Formensprache, radikale Funktionalität wurde von manieristisch-verspielten Formen abgelöst. Im Vordergrund stand nun die Absicht, dem Gebäude eine unverwechselbare Identität zu verleihen. Johnson wurde so zum Wegbereiter der postmodernen Architektur. Farbige Fensterschlitze, symmetrische Rundbogenreihen und geschlossene, schwere Körper finden sich an seinen Bauten der sechziger Jahre.
1967 wurde der Architekt John Burgee sein Geschäftspartner. Gemeinsam bauten Johnson/Burgee ab den 1970er Jahren einige bemerkenswerte Wolkenkratzer, die durch den Einsatz historisierender Architekturzitate an den Fassaden markante Akzente im Stadtbild setzten. Zu seinen Entwürfen gehört das AT&T-Hochhaus in New York City aus dem Jahr 1984, eines der bekanntesten Gebäude im Stil des Postmodernismus. In anderen Bauten verwendete Johnson Elemente der antiken römischen Architektur.
Mit der Ausstellung „Deconstructivist Architecture“, die er 1988 mit Mark Wigley am MoMA organisierte, verhalf er der Dekonstruktivistischen Architektur zum Durchbruch.

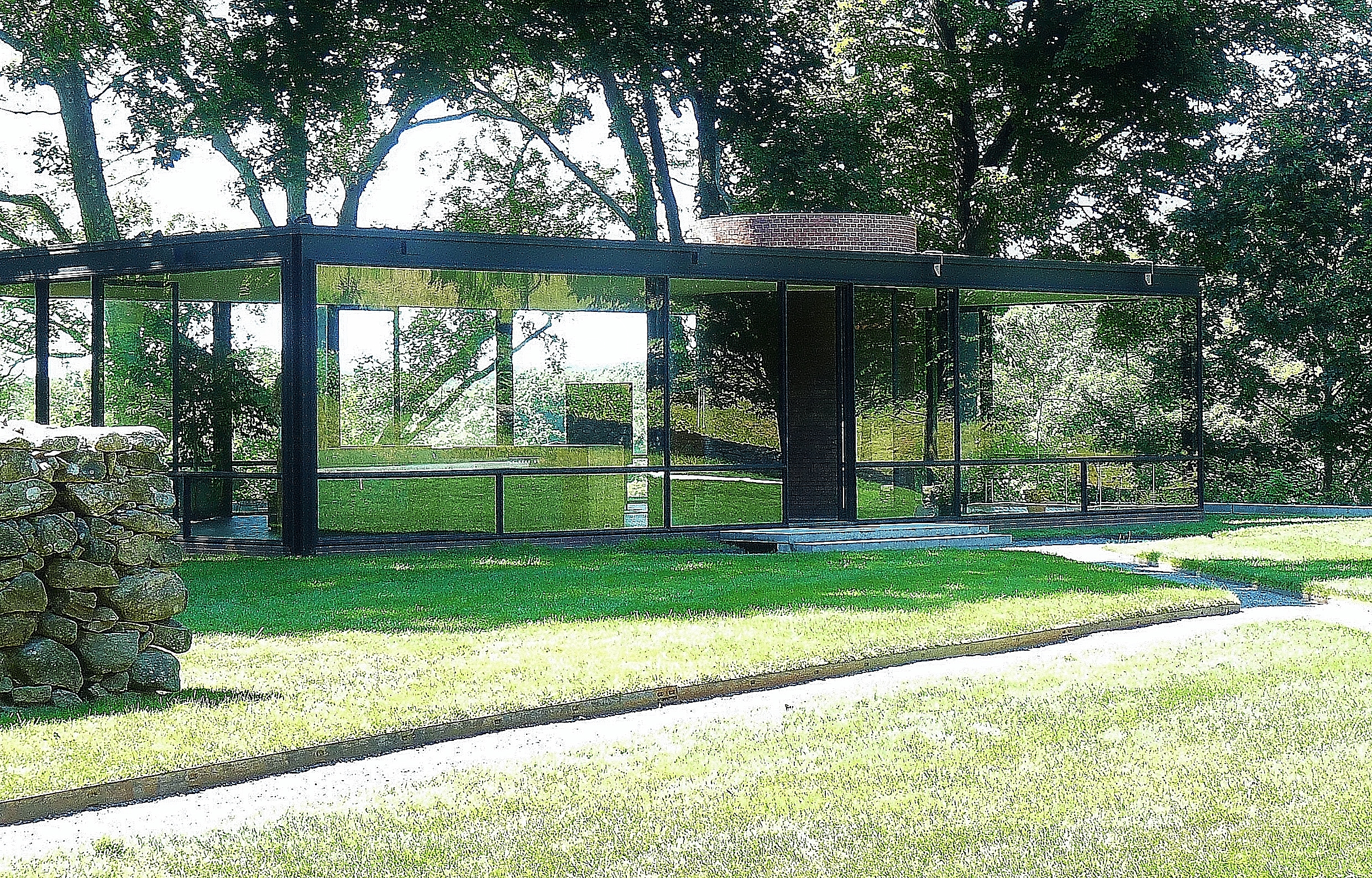
Glass House, New Canaan

In Deutschland war Johnson ebenfalls tätig: so entwarf er die 1968 eingeweihte Kunsthalle Bielefeld. Von 1994 bis 1997 entstand in Berlin an der Friedrichstraße, unweit des ehemaligen Grenzübergangs Checkpoint Charlie, ein Bürocenter, das seinen Namen trug.
Nachdem Johnson im Januar 2005 gestorben war, folgte ihm sein langjähriger Lebensgefährte David Whitney einige Monate später am 12. Juni 2005 in den Tod.
Acht Monate nach Johnsons Tod, am 12. September 2005, wurde posthum der Bau des Urban Glass House in der New Yorker Spring Street begonnen. Die Fertigstellung erfolgte 2006.

## Kontroverse um die NS-Vergangenheit
Wegen des Vorwurfs, dass Johnson in den 1930er Jahren mit den Ideen des Nationalsozialismus sympathisiert habe, verfassten renommierte Architekten im Dezember 2020 einen offenen Brief, in dem sie forderten, dass das Museum of Modern Art und die Harvard Graduate School of Design künftig nicht mehr seinen Namen tragen sollten. Die Universität beschloss daraufhin, das aus seiner Abschlussarbeit hervorgegangene Haus nicht mehr Philip Johnson Thesis House („Philip-Johnson-Abschlussarbeits-Haus“) zu nennen, sondern die Adresse als Namen zu verwenden.

## Auszeichnungen und Mitgliedschaften
Philip Johnson erhielt 1961 für die Dachlose Kirche in New Harmony (Indiana) den Ersten Preis des American Institute of Architects. 1979 wurde er als erster mit dem Pritzker-Preis ausgezeichnet.
1963 wurde Johnson in New York zum Mitglied (NA) der National Academy of Design gewählt. Im selben Jahr wurde er zum Mitglied der American Academy of Arts and Letters, 1977 zum Mitglied der American Academy of Arts and Sciences ernannt.

## Bauten (Auswahl)
- 1947–1949 Glass House, New Canaan

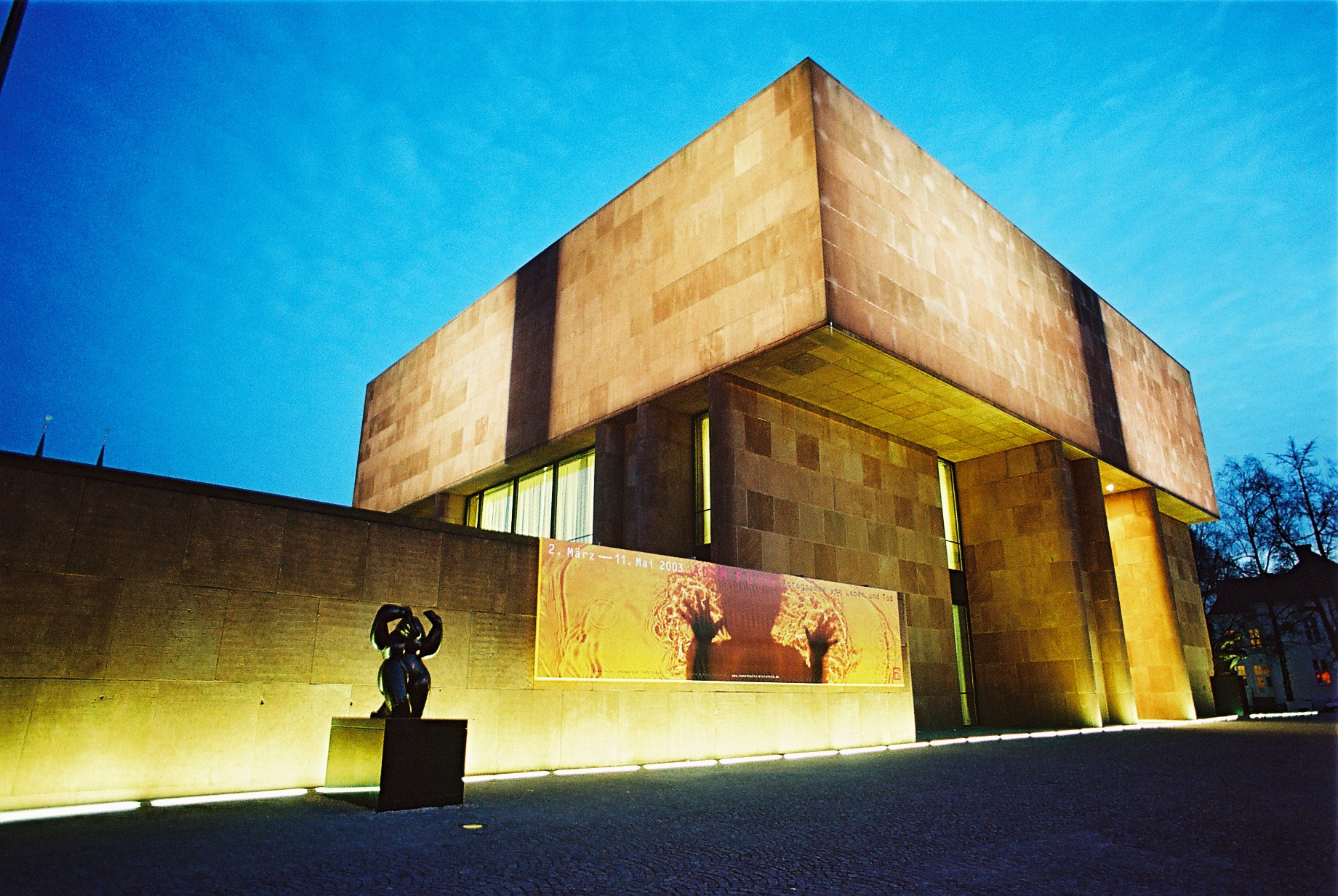
Kunsthalle Bielefeld

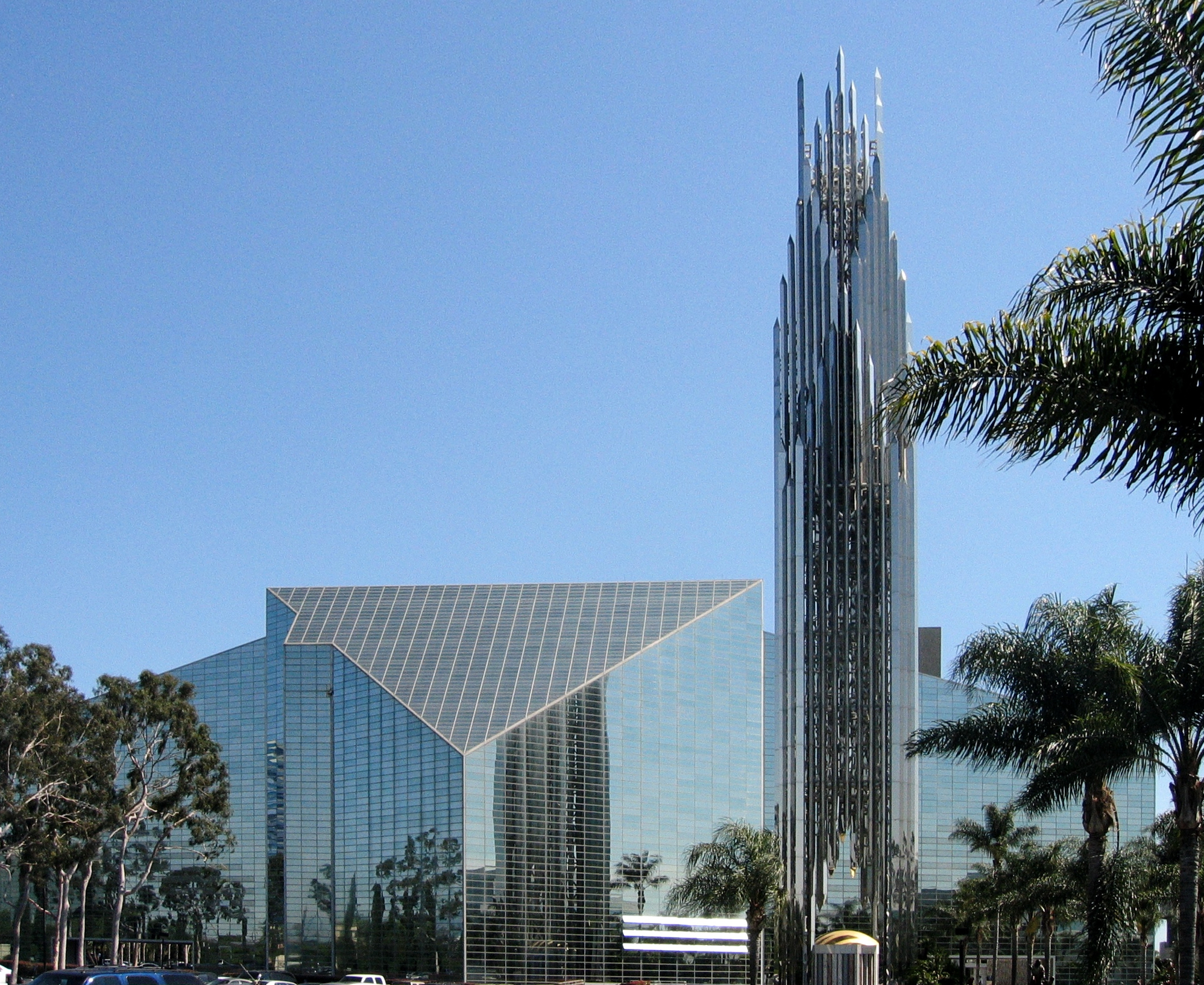
Crystal Cathedral

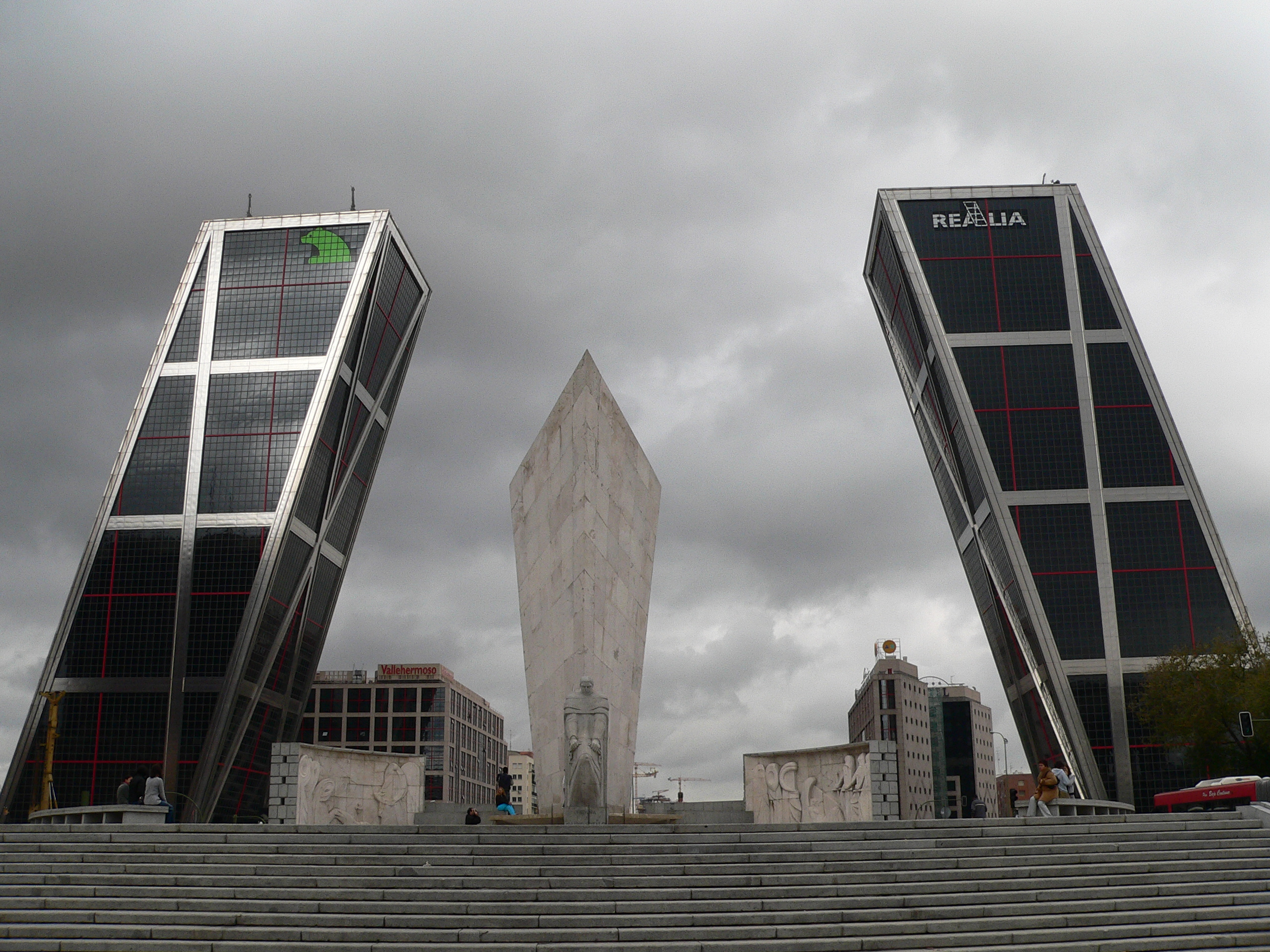
Puerta de Europa mit Mahnmal José Calvo Sotelo (Plaza de Castilla / Madrid)

- 1951 George C. Oneto House, Irvington-on-Hudson[8]
- 1953 Abby Aldrich Rockefeller Sculpture Garden[9] des Museum of Modern Art, New York City
- 1954–1956 Synagoge in Port Chester
- 1946 Robert C. Leonhardt House, Huntington[10]
- 1960 Roofless Church (Dachlose Kirche), New Harmony (Indiana), mit Jacques Lipchitz
- 1961 Amon Carter Museum, Fort Worth
- 1960–1963 Sheldon Memorial Art Gallery, Lincoln (Nebraska)
- 1962–1965 Kline Geology Laboratory, Yale University, New Haven (Connecticut), mit Richard Foster
- 1964 New York State Theatre und Lincoln Center Fountain, Lincoln Center, New York City
- 1966–1968 Kunsthalle Bielefeld, Bielefeld
- 1967 Kreeger Museum, Washington D.C.
- 1970–1976 Pennzoil Place, Houston
- 1976 Thanks-Giving Square mit Chapel of Thanksgiving, Dallas
- 1971 Public Library Addition, Boston
- 1979–1984 Pittsburgh Plate Glass Building, Pittsburgh, Pennsylvania
- 1980 Crystal Cathedral, Garden Grove (Kalifornien)
- 1980–1984 AT&T Headquarters, New York City (heute: Sony-Tower)
- 1984 Transco Tower (heute: Williams Tower), Houston
- 1986 Lipstick Building, New York
- 1989 500 Boylston Street, Boston
- 1990 Crean Tower, Garden Grove (Kalifornien)
- 1995 Gate House, New Canaan
- 1996 Puerta de Europa, Madrid
- 1994–1997 Philip-Johnson-Haus am Checkpoint Charlie, Berlin